# Nejlepší nováček v československé hokejové lize
Nejlepší nováček v československé hokejové lize je ocenění pro nejlepšího hokejistu, který nejlépe vynikal ve svém prvním ročníku.

## Držitelé
| Sezóna    | Hráč           | Tým              |
| --------- | -------------- | ---------------- |
| 1987/1988 | Jerguš Bača    | VSŽ Košice       |
| 1988/1989 | Zdeno Cíger    | HK Dukla Trenčín |
| 1989/1990 | Jiří Vykoukal  | HC Sparta Praha  |
| 1990/1991 | Žigmund Pálffy | AC Nitra         |
| 1991/1992 | David Výborný  | HC Sparta Praha  |
| 1992/1993 | Petr Sýkora    | HC Škoda Plzeň   |

## Souvislé články
- Nejlepší nováček (ELH)
- Nejlepší slovenský hokejista do 20 let